# Guillermo Pérez Roldán
Guillermo Pérez Roldán (Tandil, 20 de outubro de 1969) é um ex-tenista profissional argentino.